# 道吉·菲費
道吉·菲費（英語：Dougie Fife；1990年8月8日—）是一位蘇格蘭橄欖球運動員。他是蘇格蘭國家橄欖球隊的一員，代表蘇格蘭參加了2015年橄欖球六國賽。